# Karl Nikolai Jensen Börgen
Karl Nikolai Jensen Börgen (né le 1er octobre 1843 à Schleswig, mort le 8 juin 1909 à Wilhelmshaven) était un astronome et géophysicien allemand.
Le prénom peut être orthographié Karl ou Carl, le nom Börgen ou Boergen.

## Biographie
Il prend part en 1869  et 1870 à la deuxième expédition arctique allemande emmenée par Carl Koldewey à bord du Germania. À son retour, il entre à l'Observatoire de Leipzig jusqu'en 1874 où il est nommé  au conseil d'administration du nouvel observatoire de la marine impériale à Willhelmshaven. Cette même année 1874, il prend la tête de la mission d'observation du transit de Vénus aux îles Kerguelen, participant à cet effet à l'expédition autour du monde de la Gazelle commandée par le capitaine von Schleinitz.
La baie Börgen, sur l'île Anvers de la péninsule Antarctique, le cap Börgen, sur l'île groenlandaise de Shannon et le lac Börgen, dans l'archipel des Kerguelen, honorent sa mémoire.